# FK Ekranas Panevėžys
El Futbolo Klubas Ekranas, también conocido como Ekranas Panevėžys, fue un club de fútbol con sede en Panevėžys, Lituania.
El equipo fue fundado en 1964, en tiempos de la Unión Soviética se proclamó campeón de la Copa Lituana de 1985, y después de la independencia de Lituania fue uno de los fundadores de la Primera División. En la década del 2000 dominaría el panorama nacional con siete ligas, cuatro copas y cuatro supercopas. No obstante, terminó desapareciendo en 2014 y su sucesor es el FK Panevėžys.

## Historia
En 1964 la empresa «Ekranas», un fabricante de productos electrónicos con sede en Panevėžys (Lituania), fundó un club de fútbol compuesto por sus trabajadores. De inmediato ingresó en las divisiones locales de la RSS de Lituania. Su mayor logro bajo el sistema de ligas de la Unión Soviética fue la consecución de la liga lituana de 1985.
Con la independencia de Lituania en 1991, el Ekranas fue uno de los fundadores de la Liga Lituana. En aquella época su entrenador era el exfutbolista Virginijus Liubšys, quien condujo al club a un nuevo título de liga en la temporada 1992-93 y se mantendría en el banquillo hasta 2006. La entidad hizo un trabajo a medio plazo para desarrollar el fútbol base que daría sus frutos a mediados de los años 2000: el Ekranas obtuvo cinco ligas consecutivas entre 2008 y 2012, así como dos copas lituanas (2010 y 2011), y su presencia en las fases previas de las competiciones europeas se hizo habitual.
Al término de la temporada 2014 el Ekranas confirmó su desaparición por quiebra. De inmediato se fundó un nuevo club, el FK Panevėžys, que empezó a competir desde la segunda categoría.

## Uniforme
- Uniforme titular: Camiseta, pantalón y medias azules.
- Uniforme alternativo: Camiseta, pantalón y medias rojas.

## Estadio

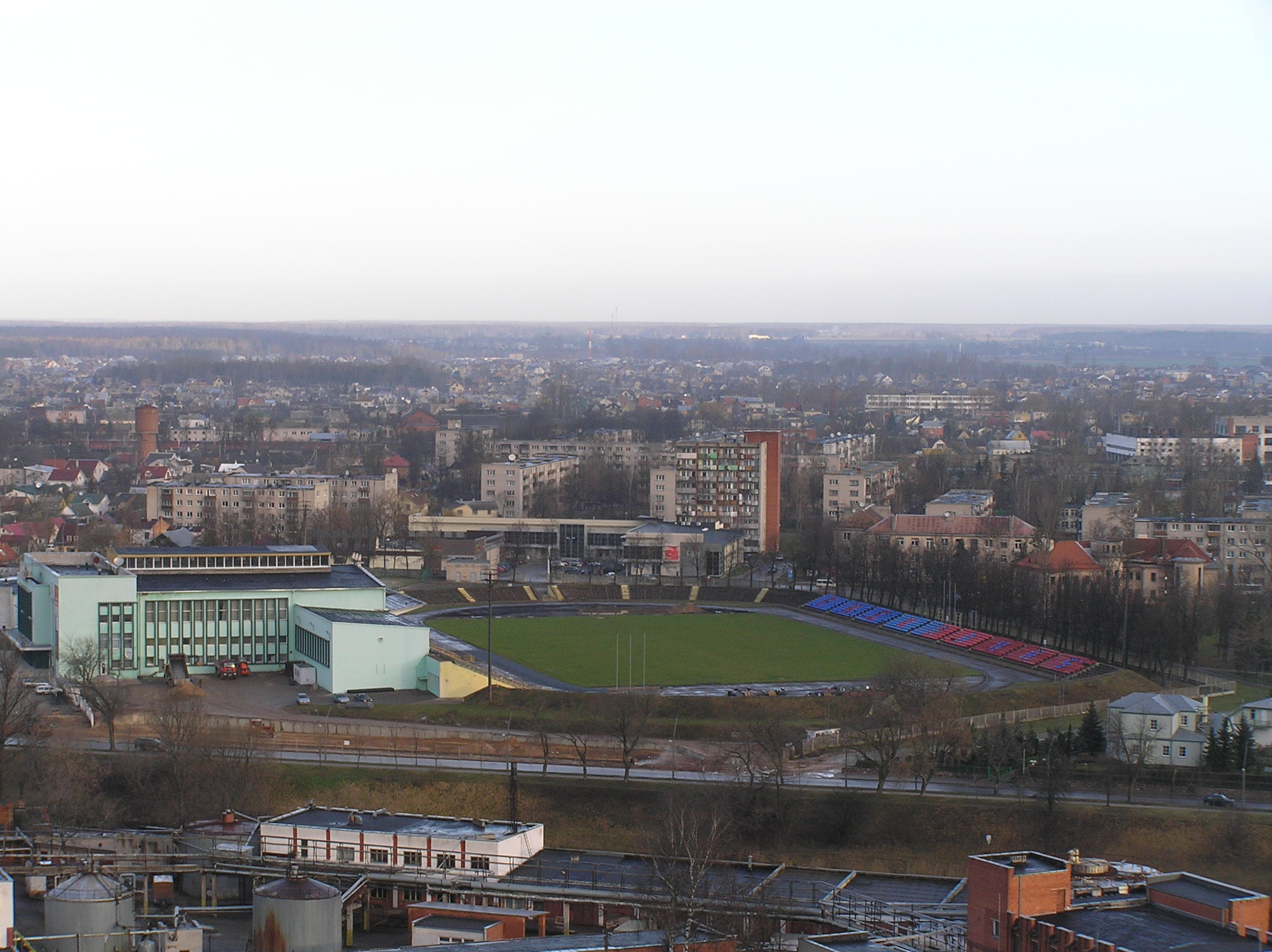
Estadio Aukštaitija.

El lugar donde el Ekranas disputaba sus partidos era el estadio Aukštaitija, con capacidad para 4000 espectadores. Hoy en día es utilizado por el FK Panevėžys.

## Jugadores
La siguiente lista recoge algunos de los futbolistas internacionales más destacados de la entidad.
| - Deividas Česnauskis (1997-2000) - Egidijus Varnas (1997-2002; 2006-2013) - Marius Stankevičius (1998-2001) - Aurimas Kučys (1998-2006; 2009-2013) - Arūnas Klimavičius (2000-2007) - Edgaras Česnauskis (2000-2003) - Giedrius Tomkevičius (2001-2013) |  | - Saulius Mikoliūnas (2003) - Emilijus Zubas (2010-2012) - Andrius Velička (2011-2012) - Taavi Rähn (2007-2009) - Vīts Rimkus (2009-2010) - Marko Anđelković (2011-2014) - Stephen Ademolu (2008-2011) |

## Palmarés
| Competición                            | Títulos                                  | Subcampeonatos            |
| -------------------------------------- | ---------------------------------------- | ------------------------- |
| A Lyga (7)                             | 1993, 2005, 2008, 2009, 2010, 2011, 2012 | 2003, 2004, 2006          |
| Copa de Lituania (5)                   | 1985, 1998, 2000, 2010, 2011             | 1993-94, 2003, 2006, 2012 |
| Supercopa de Lituania (3)              | 1998, 2006, 2010, 2011                   | 2009, 2012, 2013          |
| Liga Republicana Soviética Lituana (1) | 1985                                     |                           |

## Participación en competiciones europeas
| Temporada | Torneo             | Ronda            | País                   | Club | Casa | Visita | Global |
| --------- | ------------------ | ---------------- | ---------------------- | ---- | ---- | ------ | ------ |
| 1993–94   | Champions League   | Clasificatoria 1 | Floriana               | 0–1  | 0-1  | 0–2    |        |
| 1998–99   | Cup Winners Cup    | Clasificatoria 1 | Apollon                | 1–2  | 3–3  | 4–5    |        |
| 1999      | Copa Intertoto     | 1                | Ceahlăul Piatra Neamţ  | 0–1  | 0-1  | 0–2    |        |
| 2000–01   | Copa UEFA          | Clasificatoria   | Lierse S.K.            | 0–3  | 0-4  | 0–7    |        |
| 2001      | Copa Intertoto     | 1                | FC Artmedia Bratislava | 1–1  | 1–1  | 2–2*   |        |
| 2003–04   | Copa UEFA          | Clasificatoria   | Debreceni VSC          | 1–1  | 1-2  | 2–3    |        |
| 2004–05   | UEFA Cup           | Clasificatoria 1 | F91 Dudelange          | 1–0  | 2-1  | 3–1    |        |
| 2004–05   | UEFA Cup           | Clasificatoria 2 | Odd Grenland           | 2–1  | 1–3  | 3–4    |        |
| 2005–06   | UEFA Cup           | Clasificatoria 1 | Cork City              | 0–2  | 1-0  | 1–2    |        |
| 2006–07   | Champions League   | Clasificatoria 1 | Elbasani               | 3–0  | 0-1  | 3–1    |        |
| 2006–07   | Champions League   | Clasificatoria 2 | Dinamo Zagreb          | 1–4  | 2-5  | 3–9    |        |
| 2007–08   | UEFA Cup           | Clasificatoria 1 | B36                    | 3–2  | 3-1  | 6–3    |        |
| 2007–08   | UEFA Cup           | Clasificatoria 2 | Vålerenga              | 1–1  | 0-6  | 1–7    |        |
| 2008      | Copa Intertoto     | 1                | Narva Trans            | 1–0  | 3-0  | 4–0    |        |
| 2008      | Copa Intertoto     | 2                | Rosenborg              | 1–3  | 0-4  | 1–7    |        |
| 2009–10   | Champions League   | Clasificatoria 2 | Baku                   | 2–2  | 2-4  | 4–6    |        |
| 2010–11   | Champions League   | Clasificatoria 2 | HJK                    | 1–0  | 0-2  | 1–2    |        |
| 2011–12   | Champions League   | Clasificatoria 2 | Valletta               | 1–0  | 3-2  | 4–2    |        |
| 2011–12   | Champions League   | Clasificatoria 3 | BATE                   | 0–0  | 1-3  | 1–3    |        |
| 2011–12   | Europa League      | Play-Off         | Hapoel Tel Aviv        | 1–0  | 0–4  | 1–4    |        |
| 2012–13   | Champions League   | Clasificatoria 2 | Shamrock Rovers        | 2-1  | 0-0  | 2-1    |        |
| 2012–13   | Champions League   | Clasificatoria 3 | Anderlecht             | 0-6  | 0-5  | 0-11   |        |
| 2012–13   | Europa League      | Play-Off         | Steaua București       | 0-2  | 0-3  | 0-5    |        |
| 2013–14   | Champions League   | Clasificatoria 2 | FH                     | 0-1  | 1-2  | 1-3    |        |
| 2014–15   | UEFA Europa League | Clasificatoria 1 | Crusaders              | 1–2  | 1–3  | 2–5    |        |